# خرارد کامپر
خرارد کامپر (هلندی: Gerard Kamper؛ زادهٔ ۹ اوت ۱۹۵۰) دوچرخه‌سوار اهل هلند است.